# Вотинцева, Вера Владимировна
Ве́ра Влади́мировна Во́тинцева (30 мая 1966, Тобольск, Тюменская область — 19 января 2023, Москва) — российский автор-исполнитель.

## Биография
Родилась 30 мая 1966 года в Тобольске в семье поэтессы Светланы Соловьёвой. Окончила музыкальную школу, после чего поступила в музучилище города Асбеста в 1982 году. В 1993 году пыталась поступить в Санкт-Петербургскую государственную Академию культуры.
Играла на 6-струнной гитаре и фортепиано.
Писала стихи с детства. С 1985 года сочиняла и пела песни свои, старинных и современных классиков, а также друзей и приятелей. Периодически работала в качестве бэк-вокалистки. В 1985—2001 годах выступала в дуэте с сестрой-близнецом Ниной. Затем чаще выступала одна.
Участница многих фестивалей, в том числе — и как почётный гость, и как член жюри. Лауреат Грушинского фестиваля 1999 года, «Петербургского аккорда — 2000» — в составе дуэта.
Скончалась 19 января 2023 года на 57-м году жизни.

### Личная жизнь
Бывший муж (были разведены) — поэт Андрей Чемоданов (род. 1969).